# Лакшмі-Нараяна

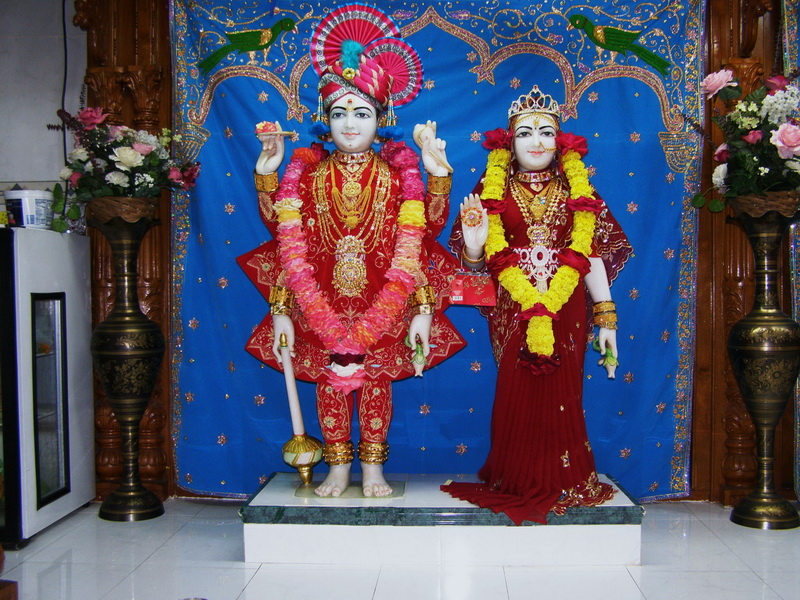
Лакшмінараян. Мурті в храмі у Каліфорнії

Лакшмі-Нараяна — групове зображення Вішну або Нараяни. Він сидить з опущеною з п'єдесталу правою ногою, ліва нога зігнута і на неї спирається його дружина Лакшмі (або Лакшмі сидить на його коліні). Лакшмі тримає лотос у лівій руці і правій руці обіймає Вішну. Останній має чотири руки, з яких дві тримають диск (чакра) і мушлю (санкха), нижня права в благодайній (варада-мудра) позиції, а нижня ліва обіймає богиню за талію. Лакшмі на зображенні стоїть поруч з темношкірим Вішну, який тримає в руках раковину, булаву, лотос і Чакру Сударшану. На іншому зображенні Лакшмі на службі Нараяни, який спочиває на космічному змії Шеша, який плаває у Кшірсагарі, океані молока.
У 1622 р. збудовано великий мандір - Храм Лакшмінараяна (Делі)